# Theo van der Burch
Theo van der Burch (Den Haag, 15 november 1943) is een Nederlands voormalig voetballer. De rechtsback kwam uit voor ADO en FC Den Haag.
Van der Burch werd geboren in de Haagse Schilderswijk. Hij doorliep de jeugdopleiding van ADO en maakte in 1961 op zeventienjarige leeftijd onder coach Rinus Loof zijn debuut in het eerste elftal van de ploeg. Hij groeide uit tot een vaste waarde in het elftal, dat tussen 1965 en 1973 een subtopper was in de Nederlandse Eredivisie. Met ADO won Van der Burch onder trainer Ernst Happel in 1968 de KNVB beker. Vier keer was het team waar hij deel van uitmaakte verliezend finalist in de beker. In de seizoenen 1964/65, 1965/66 en 1970/71 eindigde ADO op de derde plaats in de Eredivisie. Van der Burch speelde met ADO en FC Den Haag in de Intertoto, de Europacup II en de UEFA Cup. Op 3 november 1971 was hij een van de drie FC Den Haag-spelers die in een wedstrijd tegen Wolverhampton Wanderers FC in het eigen doel scoorde.
In 1967 kwam Van der Burch met ADO in de zomer uit voor de San Francisco Golden Gate Gales in de Amerikaanse United Soccer Association. Hij kwam enkele keren uit voor Jong Oranje. In 1974 beëindigde hij zijn loopbaan. Hij was op dat moment al een ondernemer. Zijn bedrijf was later een sponsor van ADO Den Haag.
Van der Burch stond tijdens zijn actieve loopbaan bekend om het feit dat hij reeds op jonge leeftijd behoorlijk kalend was. In het nummer O, o, Den Haag van Harry Klorkestein wordt Van der Burch samen met ploeggenoot Martin van Vianen aangehaald ("Lekkâh kankere op Theo van der Burch en die lange Van Vianen").